# 中国共产党第十三届中央委员会第四次全体会议
中国共产党第十三届中央委员会第四次全体会议于1989年6月23日至24日在北京市舉行，这是六四事件後中國共產黨所召開的中央委員會全體會議，全會選舉江泽民為中央委員會總書記，同時撤銷赵紫阳的總書記、中央政治局常委、中央政治局委員、中央委員以及中共中央軍委第一副主席等職務。另外胡启立、阎明复、芮杏文等人亦在本次全會上被全部免職。

## 背景
根据赵紫阳的回忆录所述，1989年5月20日在邓小平家召开了一个特别会议，当时中共中央政治局常委5人中的3人（李鹏、姚依林、乔石）参加会议，另外2人赵紫阳和胡启立都没有被通知参加，另外参加会议的除邓小平外，还有中顾委主任陈云、国家主席杨尚昆、全国政协主席李先念、原全国人大常委會委员长彭真、国家副主席王震等中共元老。在这个会议上，邓和其他元老决定撤销赵紫阳的总书记职务。
5月31日，鄧小平組成一個實行改革的有希望的領導集體，對「動亂」平息之後，向人民作出交代：

「……
……一個是組成具有改革開放形象的中央領導班子，使人民放心，這是取信於民的第一條。第二條是真正幹出幾個實績，來取信於民。要懲治腐敗，並體現我們不但不會改變改革開放的政策，而且要繼續深化改革、擴大開放。要拿事實給人民看，這樣人民的心裡才會平靜下來。不然就會今天一個上街，明天一個上街。如果不從更深的角度來考慮這個問題，那末一個月、兩個月、三個月的平靜都靠不住。要看到這個大局。
……
第三代的領導要取信于民，要得到人民對這個集體的信任，使人民團結在一個他們所相信的黨中央領導集體周圍。……
……進入新的政治局、書記處特別是常委會的人，要從改革開放這個角度來選。新的領導機構要堅持做幾件改革開放的事情，證明你們起碼是堅持改革開放，是真正執行十一屆三中全會以來的改革開放政策的。這樣人民就可以放心了。……
一個是現在要用人們公認的改革者，再一個是新的領導機構應該做幾件改革開放的事情給大家看。……學生不過是提出繼續進行改革的要求，而我們是真幹。這樣就合拍了，隔閡就自然消除了。這樣的隔閡，不是寫文章、辯論就可以消除的。這次出這樣的亂子，其中一個原因，是由於腐敗現象的滋生，使一部分群眾對黨和政府喪失了信心。因此，我們首先要清理自己的錯誤，對群眾的一些行動要諒解一些，處理時要適度，涉及面不要太廣。
進入中央最高層的每個成員，都要不再是過去的自己，不再停留在過去的水準上，因為責任不同了。每個人從自身的角度，包括自己的作風等方面，都要有變化，要自覺地變化。領導這麼一個國家不容易呀！責任不同啊！最重要的問題是要胸襟開闊。要從大局看問題，放眼世界，放眼未來，也放眼當前，放眼一切方面。
還有一個問題，黨內無論如何不能形成小派、小圈子。我們這個黨，嚴格地說來沒有形成過這一派或那一派。……能容忍各方面、團結各方面是一個關鍵性的問題。……小圈子那個東西害死人呐！很多失誤就從這裡出來，錯誤就從這裡犯起。

……」——邓小平
正式的过场是在6月19日到21日召开的中央政治局扩大会议上完成的，为四中全会的召开作了必要的准备。政治局常委5人都参加了会议，列席会议的还有邓小平（部分时间参加）、李先念、王震等人，姚依林主持会议。在这个会议上，赵紫阳正式被撤销一切职务。

## 經過
中国共产党第十三届中央委员会第四次全体会议于6月23日至24日在北京召开。出席这次全会的有：中央委员170人，候补中央委员106人。列席会议的中央顾问委员会委员184人，中央纪律检查委员会委员68人，有关方面负责同志29人。
全会审议并通过了李鹏代表中央政治局提出的《关于赵紫阳同志在反党反社会主义的动乱中所犯错误的报告》。决定撤销赵紫阳的中央委员会总书记、中央政治局常务委员会委员、中央政治局委员、中央委员会委员和中共中央军事委员会第一副主席的职务。全会选举江泽民为中央委员会总书记；增选江泽民、宋平、李瑞环为中央政治局常委；决定增补李瑞环、丁关根为中央书记处书记；免去胡启立中央政治局常务委员会委员、中央政治局委员、中央书记处书记的职务，免去芮杏文、阎明复中央书记处书记的职务。

## 結果
中共十三屆四中全會選舉江澤民為中央政治局常委、中央委員會總書記，正式形成以其為核心的党的第三代中央领导集体。